# NGC 327
NGC 327 è una galassia a spirale situata nella costellazione della Balena.
Fu scoperta il 27 settembre 1864 da Albert Marth.
Si trova nello stesso campo visivo delle galassie NGC 321, NGC 325 e NGC 329.